# Bezirk Jerusalem
Der Bezirk Jerusalem (hebräisch מְחוֹז יְרוּשָׁלַיִם Məchōz Jərūschalajim) ist einer der sechs Bezirke im Staat Israel. Seine Fläche beträgt 653 km² (einschließlich des 1980 annektierten Ostjerusalem). Er hat 1.209.700 Einwohner (2021).
Der Bezirk Jerusalem ist nicht in weitere Unterbezirke aufgeteilt.

## Kommunen

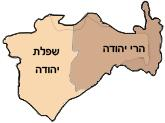
Der Bezirk umfasst Teile der Landschaften Judäisches Bergland (dunkel) und Schfelah (hell)

### Stadtverwaltungen
- Jerusalem ירושלים
- Bet Schemesch בית שמש

### Gemeindeverwaltung
- Abu Gosch אבו גוש
- Mevasseret Zion מבשרת ציון
- Qirjat Jeʿarim קריית יערים

### Regionalverwaltung
- Mateh Jehuda

## Einwohner
Einwohner 2005: 68 % Juden, 28 % muslimische Araber, 2 % christliche Araber

### Bevölkerungsentwicklung
| Jahr           | Einwohnerzahl |
| -------------- | ------------- |
| Zensus 1983    | 472.900       |
| Zensus 1995    | 682.500       |
| Zensus 2008    | 904.100       |
| Schätzung 2016 | 1.083.300     |

## Bezirksleitung
Die Leitung nimmt ein Memunneh oder eine Memunnah ein, den oder die der Innenminister ernennt. Der Memunneh/die Memunnah leitet zugleich die Abteilung des Innenministeriums, die für den Bezirk zuständig ist.
- 1948–1955: Avraham Biran, Beamter in der Verwaltung der Distrikte im Mandatsgebiet Palästina, ab 1938 für die Jesreelebene im District (of Acre) and Galilee, ab 1946 Officer (höherer Beamter) im District of Jerusalem
- 1955–1973: ?
- 1973–1986: Raphael ‹Rafi› Levi (רָפָאֵל ‹רָפִי› לֵוִי; 1924–2025), er saß zugleich dem mächtigen Bezirklichen Planungs- und Bauausschuss vor, abgesetzt und verurteilt wegen Korruption[3]
- 1986–2003: ?
- 2003–2011: Jehoschuʿa ‹Schuqi› Amrani (יְהוֹשֻׁעַ ‹שׁוּקִי› אַמְרָנִי)[4]
- 2011–2017: Dalit Silber (דָּלִית זִילְבֶּר), zugleich Vorsitzende im mächtigen Bezirklichen Planungs- und Bauausschuss, ab 2016 parallel auch in jenem des Bezirks Tel Aviv.[5] Sie setzte 2017 ihre Karriere im Innenministerium fort.
- 2017–    : ?